# 89 Piscium
89 Piscium (f Piscium) é uma estrela na direção da Pisces. Possui uma ascensão reta de 01h 17m 47.98s e uma declinação de +03° 36′ 52.3″. Sua magnitude aparente é igual a 5.13. Considerando sua distância de 220 anos-luz em relação à Terra, sua magnitude absoluta é igual a 0.99. Pertence à classe espectral A3V.